# Perudyptes
Perudyptes és un gènere de pingüins extints que visqueren al Perú en temps de l'Eocè, fa uns quaranta-dos milions d'anys. Feia entre setanta i noranta centímetres d'alçada i tenia un bec extraordinàriament llarg, semblant a una llança. En els fòssils de Perudyptes es poden observar característiques de transició en l'evolució dels pingüins.

## Descripció
Perudyptes devriesi és un pingüí basal de l'Eocè mitjà (Mustersà ~ 42 Ma) dins la Formació Paracas del Perú. Aquest nou descobriment és capaç d'omplir un gran buit filogenètic i estratigràfic (~20 milions d'anys) entre els primers pingüins fòssils (Waimanu manneringi i Muriwaimanu tuatahi, ~58–61,6 Ma) i els següents esquelets parcials més antics.
El crani de Perudyptes es caracteritza per unes fosses temporals profundes i un bec allargat i estret que es diferencia d'altres pingüins reportats en la seva símfisi mandibular curta. L'esquelet de l'ala de Perudyptes conserva una combinació de trets plesiomòrfics també observats en el pingüí basal Waimanu i els trets derivats compartits amb més pingüins de corona.